# Uhola Catenae
Le Uhola Catenae sono una struttura geologica della superficie di Cerere.